# فابيو مون
فابيو مون (بالبرتغالية: Fábio Moon‏) هو مدون برازيلي، ولد في 5 يونيو 1976 في ساو باولو في البرازيل.

## وصلات خارجية
- الموقع الرسمي